# 이명직 (문신)
이명직(李命稙, 1865년 1월 11일~1915년 9월 7일)은 조선 말기의 문신, 독립지사, 사회계몽가, 사상가이다. 자는 성우(性祐)이다. 성명이 한산세보에는 이명직(李命稙), 외직에 있을 때는 이명직(李命稙), 내직에 있을 때는 이명직(李明稙)을 사용했다. 명직(命稙)의 함자중 목숨 명(命)자를 밝을 명(明)자로 쓴 것은 당시 내직에 들어 고종 황제를 옆에서 보필하면서 고종 황제의 원래 존함이 목숨 명(命)자에 복복(福)자였기에 임금의 함자를 피하여 목숨 명(命)자를 밝을 명(明)자로 표기하라는 고종의 명에 의해 그리하였다. 1907년 고종퇴위를 막으려다 고종과 함께 축출되어 수원군 동탄면 석우리에 칩거하며 젊은 지식인들에게 민족의식을 고취시키며 해외유학을 독려하다 1915년 호랑이 사냥꾼으로 위장하여 사랑채에 장기간 유숙하던 일본인에게 독살되었다. 본관은 한산, 고려의 학자 이색의 18대손이다. 사상과 신념은 개화문물주의이다.

## 약력

### 간략정보
- 한자 李命稙 (공문서상 '이명식'으로도 기제한 이유는 공무원들이 한자 직稙자를 식植자로 잘못 인식하여 한글 토지대장에 식으로 기제된것임)
- 분야 역사/근대사
- 유형 인물
- 시대 근대
- 성격 문신
- 성별 남
- 생년 1865년(고종 2)
- 몰년 1915년
- 본관 한산(韓山)
- 대표관직(경력) 탁지부주사|규장각직학사|

### 내용
본관은 한산(韓山). 의금부도사(義禁府都事)와 혜민원주사(惠民院主事)를 지낸 승태(承台)의 아들이다. 1894년(고종 31) 갑오개혁으로 과거제가 폐지된 후 조선의 마지막 진사시인 갑오(甲午) 식년시(式年試)에 진사 3등(三等)으로 입격한 뒤 관직에 올라 1895년 2월 19일 탁지아문(度支衙門) 본위 주사(主事)와 사복장이 되었다. 고종실록과 일성록에 의하면 1896년 보은군수를 시작으로 밀양군수, 백천군수서리 겸 연안군수 등 외직을 거친 이후 1904년 10월 종2품 내장원경(內藏院卿) 겸 전선사 부제조와 액정서(掖庭署)의 욕석집사로 발탁되었다.
1906년(고종 9년) 6월 협잡으로 경무청에 체포된 민원식이 조선 거리의 비위생적인 점을 지적하고 방역과 소독 활동, 도로 포장 등의 활동을 건의하자 내부 서기(內部 書記)로 천거하여 2달만에 위생과장이 되도록 하여 8월에 일본인, 독일인, 영국인 의사들을 초청하여 경성부의 동대문과 종로 일대에서 무료 진료를 실시하고, 참석자에게 구충제를 나눠주는 보건, 위생을 홍보하는 위생환등회의 개최를 성사시켰다. 이어 1906년 9월 18일 종2품 규장각직학사(奎章閣直學士)에 임명되었다.
1907년(광무 10년)에 종1품 숭정대부 궁내부특진관(崇政大夫 宮內府特進官) 칙임관1등에 임명되었다. 1907년 고종 퇴위를 막으려다 고종퇴위와 함께 축출되어 수원군 동탄면 석우리에 칩거하며 젊은 지식인들에게 민족의식을 고취시키며 해외유학을 독려하다 1915년 호랑이 사냥꾼으로 위장하여 사랑채에 장기간 유숙하던 일본인에게 독살되었다.

### 사회 활동
1907년 고종퇴위를 막으려다 고종퇴위와 함께 축출된 후에는 경기도 화성군 동탄면 돌머루(석우리)에 은거하며 생질 노작 홍사용과 홍사용의 친구 산남(山南) 정백(鄭栢, 본명 鄭志鉉), 월탄 박종화, 빙허 현진건등 백조파의 문인들과 토월회회원들에게 한학과 고전 학문을 가르치며 세상의 문물 전파와 세상 격변을 갈파하였다.
나라 망할 것을 예측하고 "똑똑한 자식있으면 해외로 공부하러 보내라"고 전국 방방곡곡의 식견 있는 인사들의 집안에 독려 전파하였다.
외국의 신식 문물을 배워와야 한다는 신념이 있었다.

## 생애

### 출생과 가계

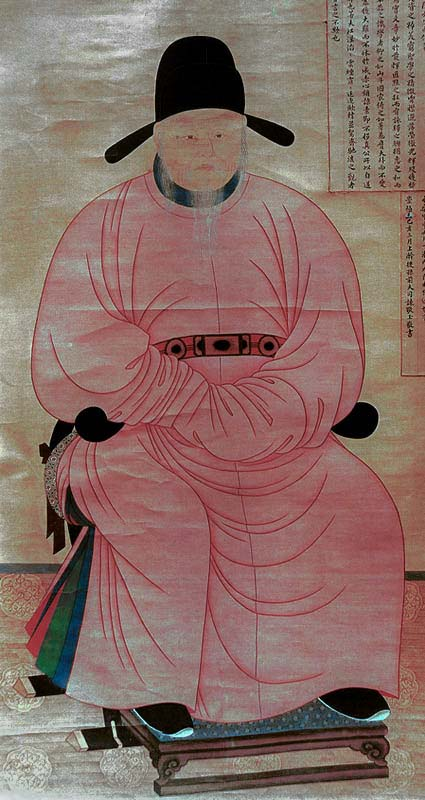
선조 목은 이색

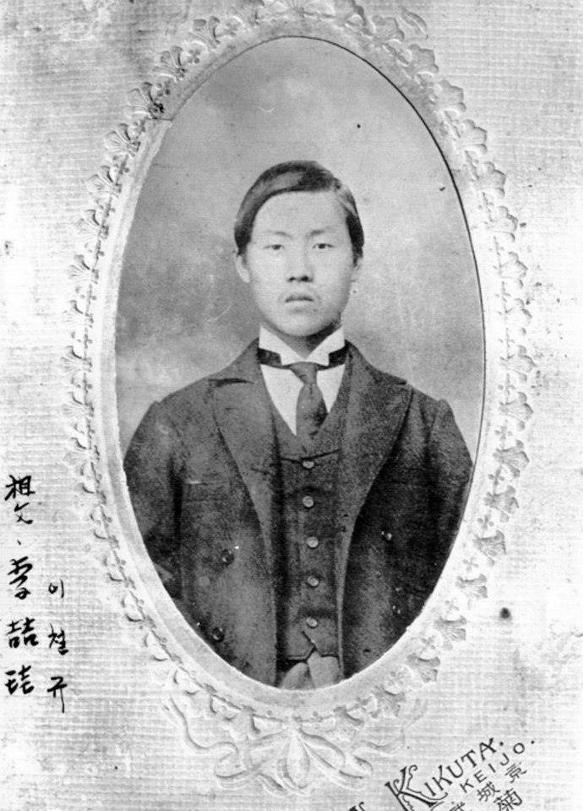
금광국 기수를 지내던 아들 이철규(李喆珪, 1887~1919)는 1919년 고종의 죽음에 의혹을 제기하며 극열히 저항하다 일제헌병들에 의해 참살당했다.

이명직은 고종 2년인 1865년 1월 11일 조선 한성부 종로 계동 80번지에서 이승태(李承台)와 청주 한씨(淸州 韓氏) 사이에서 출생하였다. 그의 집안은 고려말의 학자 이색의 후손으로, 이색의 차남 인재공의 17대손이다.
그의 집안은 대대로 벼슬살이를 하였는데 이명직(李命稙)은 1894년(고종 31) 갑오개혁으로 과거제가 폐지된 후 조선의 마지막 진사시인 식년시(式年試) 진사 3등(三等)으로 입격한 후 탁지아문 주사로 관직에 들었다. 1906년 9월 18일 종2품 규장각직학사(奎章閣直學士)에 임명되었다.
1887년 부인 전주 최씨(全州 崔氏)와의 사이에서 구한말 금광국 기수를 지냈고 일제병탄 이후 평안북도 희천군 동면 면장을 지내다 1916년 충청북도 충주군 노은면 문성리의 금방산일대에 금광면허를 받고 문성금광을 운영했던 아들 이철규(李喆珪)를 생산하였다.

### 생애
1907년 고종퇴위를 막으려다 고종퇴위와 함께 축출된 후, 수원 동탄 돌머루(석우리)에 은거하며 노작 홍사용, 월탄 박종화, 빙허 현진건등 백조파의 문인들과 토월회 회원들에게 한학과 고전 학문을 가르치며 세상의 문물 전파와 세상 격변을 갈파하였다. 사발통문을 띄워 전국 방방곡곡의 식견 있는 인사들의 집안에 똑똑한 자식 있으면 해외로 공부하러 보내는 길이 나라를 찾는 길이라고 독려 전파하였다.
한산이씨 세보에는 1865년 1월 11일에 출생하여 1915년 9월 7일에 사망하였다. 일제에 항거하는 계몽운동을 하는 것을 못마땅하게 여긴 일제와 친일파는 1915년 일본인 암살자를 호랑이 사냥꾼으로 위장하여 사랑채에 장기간 유숙하게 하여 이명직을 독살하였다. 이어 4년뒤 고종의 죽음에 의혹을 제기하며 극열히 저항하던 금광국 기수를 지내던 아들 이철규(李喆珪)도 일제에 의해 참살당했다.
외국의 신식 문물을 배워와야 한다는 신념이 있었다. 경기 기흥 신갈에 있던 이명직의 묘를 이장할 때 후손과 묘역 꾼 중의 모개비(우두머리)에 의하면 이명직의 신체는 구척장신이라 하였다. 성우 이명직 선생의 쌍학이 선명하게 보이는 당상관 흉배를 한 관복을 입은 전신사진이 그분의 아드님 이철규 금광국 기수의 사진과 함께 전해지고 있어 진사에 입격하고 주사로 관직에 들었으나 과거제가 폐지된 상황으로 인하여 더는 과거에 임할 수 없어 본인의 능력만으로 당상관의 반열에 올랐다는 사실을 사진으로 후손에 전하고 있다.
한국학중앙연구소에서 발행한 한국민족문화대백과사전에 박맹수가 집필한 이명직(李明稙)에 대한 기록은 동명이인으로, "본관은 한산(韓山). 승대(承大)의 아들이다. 1893년(고종 30) 4월 정시별시문과에 병과로 급제한 뒤 관직에 올라 같은 해 6월 홍문관부교리가 되었다. 1904년 10월 내장원경(內藏院卿)이 되었고, 이듬해에는 다시 효혜전향관(孝惠殿享官)을 겸하였다. 1907년에는 궁내부특진관에 임명되었고, 다시 장례원부경에 임명되었다. 같은 해 4월에는 재차 궁내부특진관에 임명되었다."의 내용 중에서 "1904년 10월 내장원경(內藏院卿)이 되었고"와 "같은 해 4월에는 재차 궁내부특진관에 임명되었다."는 성우 이명직 선생의 관직을 두 이명직을 한사람으로 잘못 본 집필오기로 추측된다.

## 가족 관계
- 조부 : 이원효/필재 (李源孝/弼在,僉正)
- 조모 : 경주 정씨 (慶州 鄭氏)
  - 부 : 이승태 (李承台,惠民院主事)
  - 모 : 여주 이씨 (驪州 李氏), 청주 한씨 (淸州 韓氏)
    - 부인 : 전주 최씨 (全州 崔氏)
      - 자 : 이철규 (李喆珪,農商工部金鑛局技手)
      - 자부 : 영일 정씨 (迎日 鄭氏), 밀양 박씨 (密陽 朴氏)
        - 손자 : 이성구 (李成求,滿洲國農林局米穀檢査官)
        - 손자 : 이용구 (李容求,柳韓洋行勤務)

## 관련 서적
- 『고종실록(高宗實錄)』
- 『국조방목(國朝榜目)』

## 같이 보기
- 고종황제
- 김철수 (金綴洙, 芝雲 혹은 遲耘)